# Râul Dara, Drăgan
- Pentru alte sensuri ale numelui, vedeți Dara (dezambiguizare)

Râul Dara este un curs de apă, afluent al râului Drăgan, care este la rândul său un afluent al râului Crișul Repede. 

## Hărți
- Harta județului Cluj
- Harta Munții Bihor-Vlădeasa  Arhivat în 9 iunie 2008, la Wayback Machine.
- Harta Munții Vlădeasa